# Kugelbachalm
Die Kugelbachalm (seltener: Obere Kugelbachalm) ist eine nicht mehr bewirtschaftete Alm in der Gemarkung Karlstein in Bad Reichenhall.
Die Almhütte steht unter Denkmalschutz und ist unter der Nummer D-1-72-114-191 in die Bayerische Denkmalliste eingetragen.

## Geschichte
Der Kaser der Kugelbachalm wurde im 17. oder 18. Jahrhundert errichtet. Es heißt, die marmornen Fenster- und Türgewände stammen von der Turmruine Amerang. Der erdgeschossige Bruchsteinbau ist unverputzt mit Gewölben im Innenraum. Im 19. und 20. Jahrhundert wurde unter anderem die Ziegenmolke der Alm zur Kur und den Kuranstalten in Kirchberg und Bad Reichenhall verwendet und täglich frisch angeliefert.

## Namensherkunft
Der Name stammt vom Kugelbach, der westlich der Alm entspringt und bei Schneizlreuth in den Weißbach mündet. Der Kugelbachbauer weiter östlich trägt den gleichen Namen.

## Lage

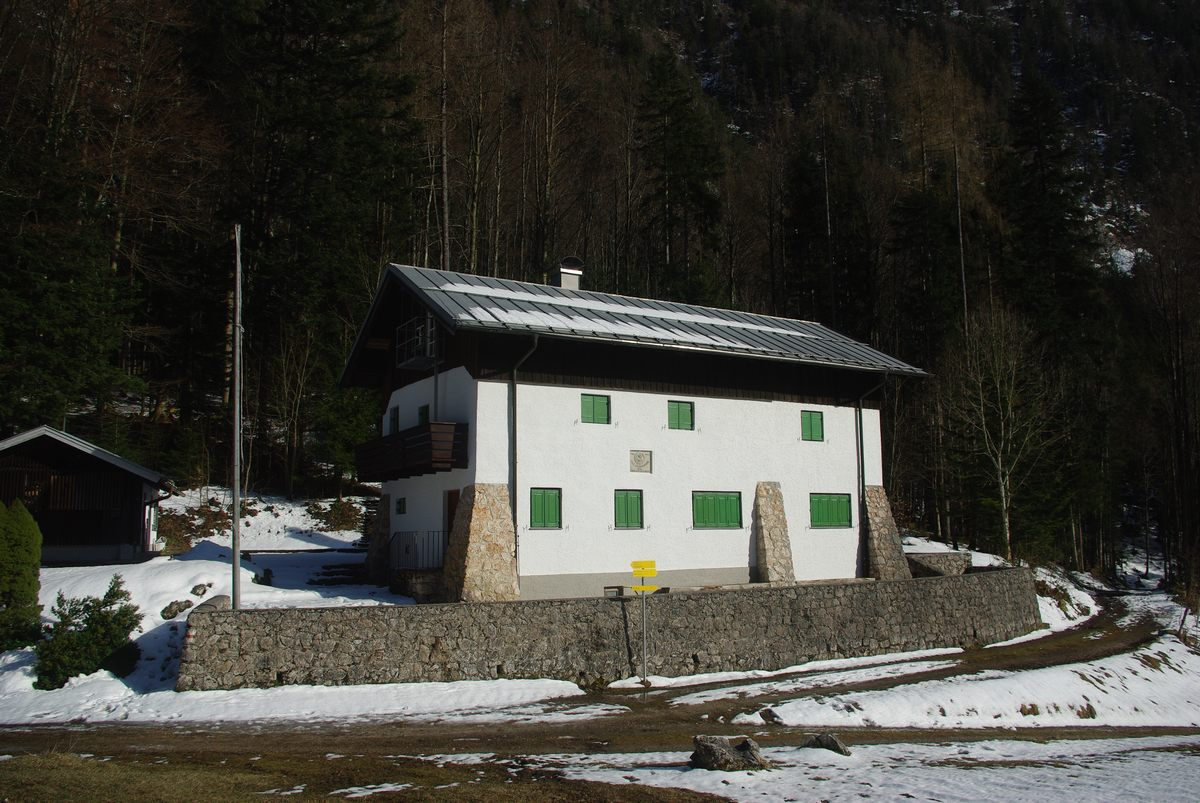
Paul-Gruber-Haus auf der Kugelbachalm

Die Kugelbachalm befindet sich am Müllnerberg unweit des Paul-Gruber-Hauses auf einer Höhe von 915 m ü. NHN. Die Alm ist nur über eine nicht öffentliche Forststraße zu erreichen, Fußwege führen unter anderem übers Pfenniglandl, den Gebersberg und über die Gipfel des Müllnerbergs.